# Hylopetes sipora
Hylopetes sipora is een zoogdier uit de familie van de eekhoorns (Sciuridae). De wetenschappelijke naam van de soort werd voor het eerst geldig gepubliceerd door Chasen in 1940.

## Voorkomen
De soort komt voor in Indonesië.